# پژو ۲۰۳
پژو ۲۰۳ (به انگلیسی: Peugeot 203) خودرویی است که در سال‌های ۱۹۴۸–۱۹۶۰ تولید شده‌است.
طراحی آن خودروهای موتور جلو-محور عقب بوده طول آن در حالت طبیعی ۴٬۳۵۰ میلیمتر (۱۷۱٫۳ اینچ) و عرض آن در حالت طبیعی ۱٬۶۲۰ میلیمتر (۶۳٫۸ اینچ) است.
موتور آن ۱۲۹۰ سی‌سی است.

## شباهت با خودروهای آمریکایی
در نگاه اول به این خودرو بیش از هر چیزی یک خودرو آمریکایی در مقیاس کوچک به نظر می‌رسد، خودرویی که البته با پدر خود (۲۰۲) با درب موتور باریک و کشیده فاصله دارد و به همان نسبت هم با بسیاری از اروپایی‌های هم دوره اش غریبه است. شاید به همین دلیل باشد که ۶۵ سالگی طراحی بدنه اش در نگاه اول چندان به نظر نمی‌رسد چون این خودرو در زمان معرفی خود، خودرویی جلوتر از زمان خود بود.

## پژو ۲۰۳ در بازار
این مدل در سال ۱۹۴۸ معرفی شد و نخستین پژویی بود که در دوران پس از جنگ جهانی دوم به بازار عرضه می‌شد. طراح اش کاملاً دگرگون شده بوده و با فروش ۶۸۰ هزار دستگاه رکورد دار تولید در پژو شد. در بازه زمانی ۱۹۴۹ تا ۱۹۵۵، این خودرو تنها محصول شرکت پژو بود و در انواع سدان، استیشن، کوپه و کروکی عرضه می‌شد.